# Proroblemma
Proroblemma é um gênero de traça pertencente à família Arctiidae.